# Evenes (Norvège)
Pour les articles homonymes, voir Évène (homonymie).
Evenes est une ville du nord de la Norvège, appartenant au district d'Ofoten, dans le comté de Nordland.

## Localités
- Bogen
- Botn
- Dragvik
- Evenesmarka
- Fora
- Lakså
- Lenvik
- Liland
- Østervika
- Snubba
- Sommarvika
- Tårstad
- Veggen